# 透明化倡议
透明化倡议（Transparify） 是一项评估全球主要智库财务透明度的计划，专注于智库公开披露资金来源、资金数额及所支持研究项目的程度。总部位于佐治亚州，作为非营利组织运作，主要由乔治·索罗斯创立的开放社会基金会资助。汉斯·古特布罗德（Hans Gutbrod）担任其执行董事。

## 评级
透明化倡议采用五星评级系统。财务高度透明的机构会获得五星评级，“大致透明”的机构则获得四星评级。对于被认为透明度不足的智库，则会给予三星或更低的评级。

### 2014年
该组织于2014年5月发布了首轮评级，评估了来自47个国家的169家智库。其中，21家智库获得五星评级，另有14家智库获得四星评级。

### 2015年
2015年公布了第二轮评级，再次对47个国家的169家智库进行了评估。调查结果显示，“整体而言，英国智库拉低了欧洲的平均透明度水平”。其中，伦敦政治经济学院IDEAS、经济事务研究所（Institute of Economic Affairs）和国际战略研究所这三家英国智库被评为“高度不透明”。 伦敦政治经济学院IDEAS对其一星评级表示“极为意外”，并坚称其财务信息“……可以从在线和印刷出版物获取，且在其主页上可轻松找到”。

### 2016年
根据 On Think Tanks (OTT) 的数据，这些信息自2018年起开始公开。数据的检索范围已经扩展，涵盖了这些非营利组织的资金使用情况，包括员工薪酬等财务细节。